# Star Rupture
Star Rupture est un jeu vidéo de simulation et de construction en vue à la première personne dans un monde ouvert développé par le studio Creepy Jar, créateur de Green Hell. La sortie du jeu est prévu en automne 2025 en accès anticipé sur Steam. Si aucune sortie sur une autre plateforme n'a été évoquée (en février 2025), l'intérêt du studio polonais pour la Nintendo Switch laisse penser à une éventuelle version sur cette console. Il s'agira du deuxième jeu de survie majeur de Creepy Jar.
Il sera jouable en solo ou en coopération de deux à quatre joueurs. Le jeu pourrait s'apparenter à Satisfactory, et inclure des éléments de PVE, similaires à ceux dans Factorio. Le but du jeu est d'explorer une planète, y construire des installations, se battre et gérer ses ressources.

## Système de jeu
La première vidéo de gameplay du 27 janvier 2025 montre les principales mécaniques de ce que sera le futur jeu :
L'action se passe en 2201. Le joueur incarne un criminel envoyé sur une planète pour en récolter les ressources, au profit d'entreprises mondiales. Il devra donc construire une base, récolter des ressources, faire face aux conditions climatiques et à la faune sauvage, et protéger sa base.

### Monde
Le jeu sera un monde ouvert et disposera de plusieurs biomes différents. Le joueur pourra trouver des "avant-postes" ou des capsules abandonnés également important pour son évolution dans le jeu. L'environnement sera "vivant" et changera au fil des saisons.

### Faune et flore
Le joueur devra faire face à des créatures extra-terrestres, de qui il devra protéger sa base, ainsi qu'à des évènements météorologiques destructeurs, comme une étoile de type solaire (appelée Ruptura) qui ravage la planète et les bâtiments.

### Bâtiments
Dans la vidéo de présentation, nous pouvons voir plusieurs bâtiments construits par le joueur : des foreuses, une base, des panneaux solaires, des éoliennes, et des drones. Le joueur pourra défendre ses constructions à l'aide de tourelles automatiques ou de ses armes.

## Développement
Conçu from-scratch sur Unreal Engine 5, le jeu sera une collection de tout le travail accompli sur Green Hell.
Le 1 juin 2023, Chimera fait son apparition sur Steam à la suite de la présentation vidéo lors du PC Gaming Show 2023.
Dans le devlog du 19 décembre 2023, Creepy Jar annonce que leur projet jusqu'ici nommé "Chimera" s'appellera désormais "Star Rupture" pour éviter la connotation mythologique du nom précédent, rappeler les perturbations dues à l'étoile présente dans le jeu, et pour référer au nom de cette dernière, "Ruptura". 
Le devlog du 28 mars 2024 nous en apprend un peu sur les bases des joueurs et leurs constructions. Nous pouvons y apercevoir des drones transporter des ressources.
Dans le devlog du 24 juillet 2024, l'équipe de production en dit plus sur l'environnement du jeu, donnant une ambiance chaotique, inspiré des terres d'Islande.
Le 27 janvier 2024, une vidéo de gameplay est révélée.
|                           | Nom          | Date de sortie | Date de sortie | Date             | Détails                                                                                         |
| Version Early Access      | Nom          | Version finale |                |                  | Détails                                                                                         |
| ------------------------- | ------------ | -------------- | -------------- | ---------------- | ----------------------------------------------------------------------------------------------- |
| Présentation du jeu       | Chimera      |                |                | 11 juin 2023     | Lors du PC Gaming Show 2023, Creepy Jar présente son nouveau jeu vidéo "Chimera" dans une vidéo |
| Changement de nom         | Star Rupture |                |                | 19 decembre 2023 | Dans un communiqué, Creepy Jar annonce le changement de nom du jeu                              |
| Sortie du jeu (patch x.x) |              |                |                |                  |                                                                                                 |